# Chesapeake and Ohio Canal

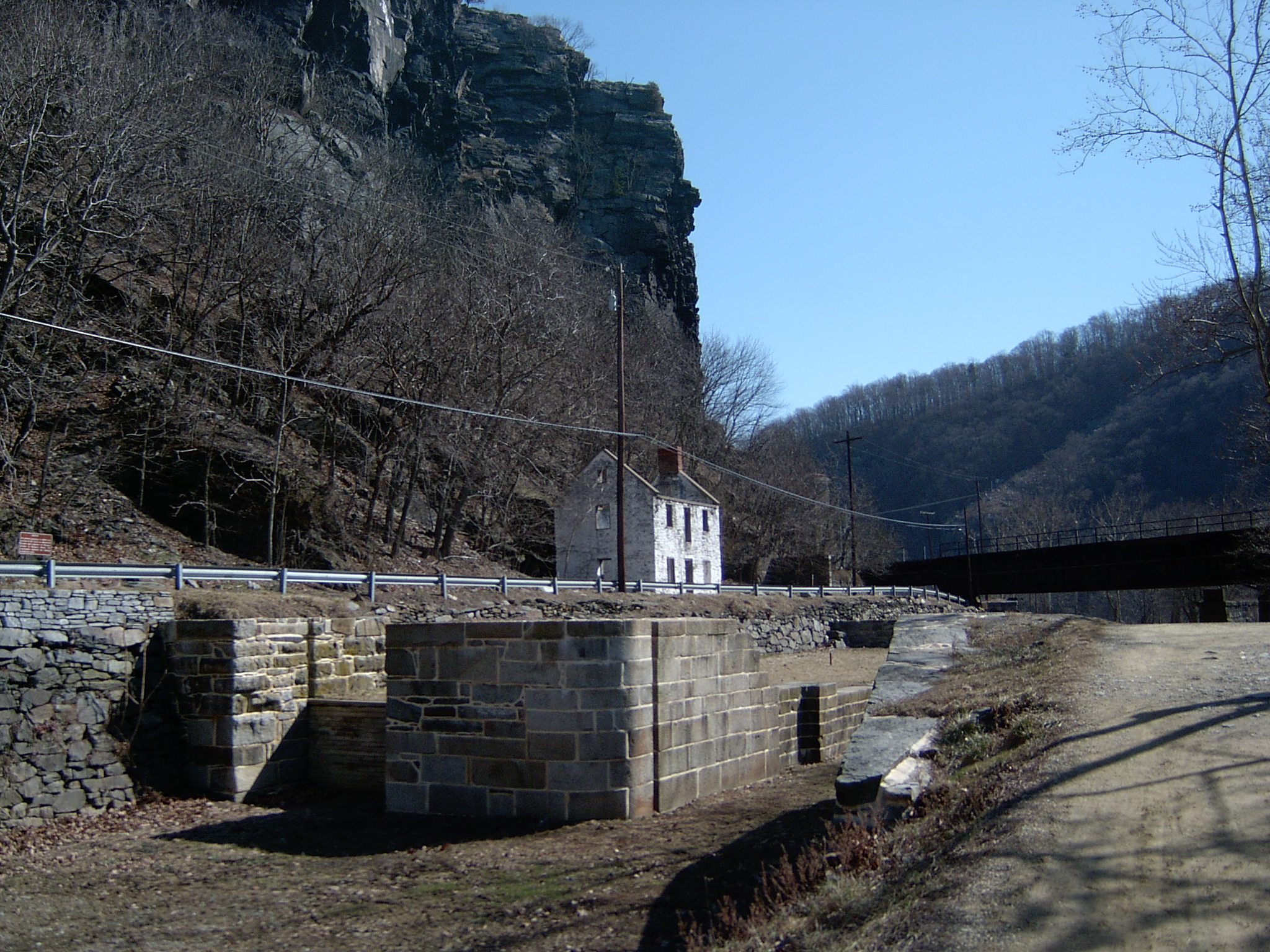
Pozostałości śluzy nr 33 w pobliżu miasta Harpers Ferry

Chesapeake and Ohio Canal (kanał Chesapeake-Ohio), w skrócie C&O Canal – kanał wodny wzdłuż rzeki Potomak, łączący Waszyngton z miastem Cumberland w Marylandzie. Według oryginalnych planów kanał miał połączyć zatokę Chesapeake z rzeką Ohio, od czego pochodzi jego nazwa, jednak inwestycja nie została nigdy do końca zrealizowana.

## Historia
Wkrótce po uzyskaniu niepodległości przez Stany Zjednoczone George Washington rozpoczął starania, aby połączyć wschodnie wybrzeże z rzeką Ohio i Wielkimi Jeziorami siecią kanałów wodnych. W celu uczynienia rzeki Potomak żeglowną pod koniec XVIII wieku wybudowano kanał Patowmack, który biegł wzdłuż rzeki Potomak w stanie Wirginia i umożliwiał ominięcie wodospadów Great Falls. 
Kiedy na początku XIX wieku kanał Patowmack zaczął podupadać i ostatecznie został zamknięty, podjęto decyzję o rozpoczęciu bardziej ambitnego przedsięwzięcia na przeciwległym brzegu Potomaku.

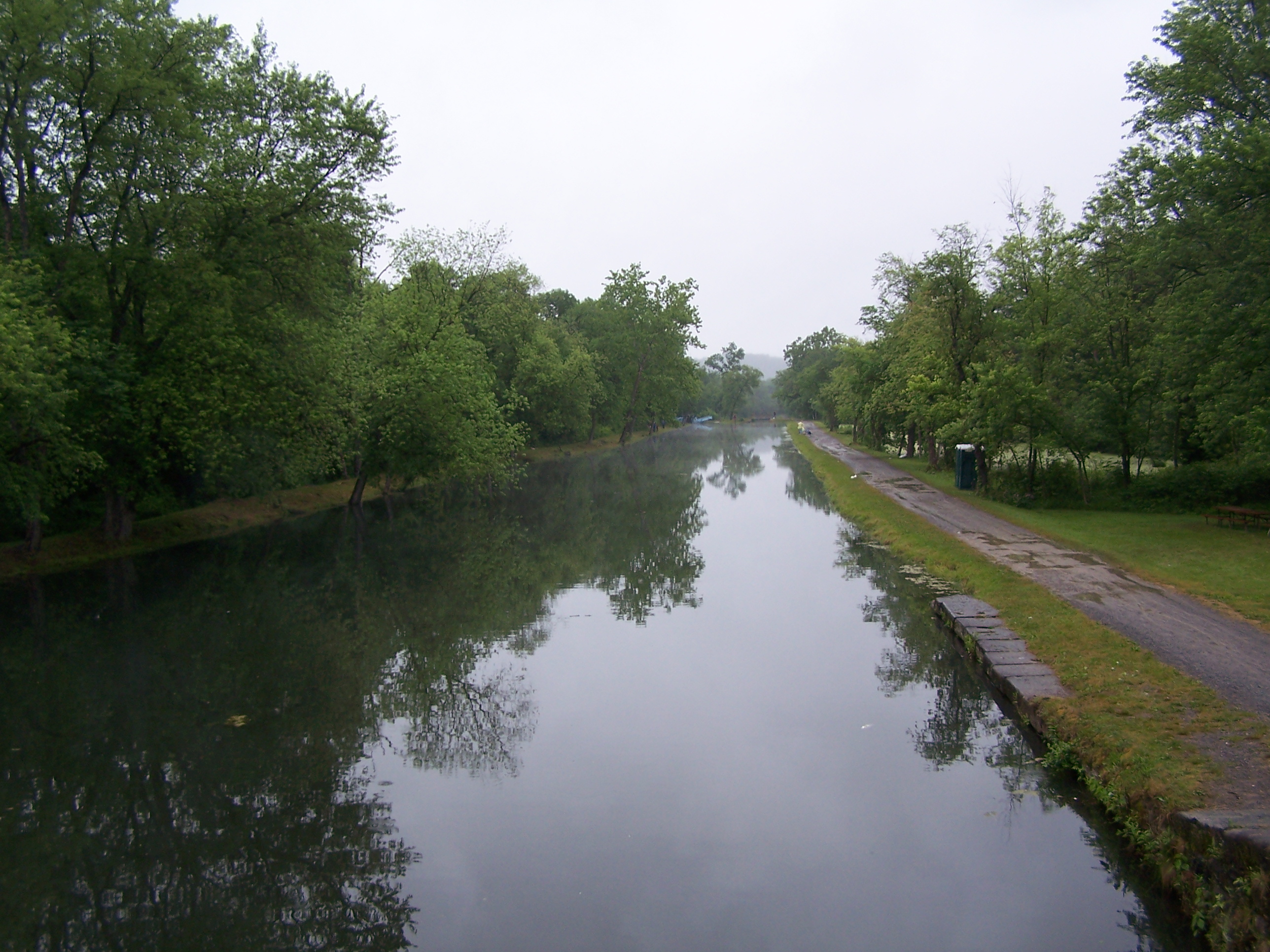
Kanał Chesapeake i Ohio w pobliżu śluzy 69

Budowa kanału Chesapeake i Ohio została oficjalnie zainaugurowana przez prezydenta Johna Quincy Adamsa w Dzień Niepodległości, 4 lipca 1828 roku. Budowa trwała 22 lata i ze względów finansowych została przerwana 10 października 1850 roku, gdy kanał dotarł do Cumberland, osiągając około połowę planowanej długości. Budowa kosztowała około 14 milionów dolarów i pracowało przy niej do 4 tysięcy robotników jednocześnie. Długość wybudowanego kanału wynosiła około 300 kilometrów, a różnica poziomów około 185 metrów. Znajdowało się na nim 11 akweduktów, z których najdłuższy – Monocacy Aqueduct – liczył ponad 130 metrów długości, oraz 74 śluzy wodne. Kanał miał przeciętnie około 2 metry głębokości i 20 metrów szerokości. Biegł też przez tunel Paw Paw o długości ponad 950 metrów.
W 1924 roku kanał uległ katastrofalnemu uszkodzeniu spowodowanemu powodzią i nie opłacało się go naprawić. W 1938 roku pozostałości po nim przeszły na własność rządu federalnego, a w 1971 roku został objęty ochroną jako Narodowy Park Historyczny Kanału Chesapeake-Ohio. Pod zarządem National Park Service kanał został częściowo odrestaurowywany, szczególnie w swoim dolnym biegu.

## Watergate
Stosunkowo nieznany jest fakt, że nazwa afery Watergate, która dotknęła Stany Zjednoczone podczas administracji prezydenta Richarda Nixona, w pośredni sposób związana jest z kanałem Chesapeake i Ohio. W dosłownym tłumaczeniu Watergate znaczy „brama wodna” i taką nazwę nosił kompleks hotelowy, w którym wybuchła afera. Z kolei hotel Watergate położony jest w Waszyngtonie przy ujściu kanału Chesapeake-Ohio do Potomaku. Przy ujściu tym znajdowała się specjalna brama zabezpieczająca kanał przed przypływami, od której pochodzi nazwa hotelu i afery.